# Базилевич В'ячеслав Анатолійович
В'ячесла́в Анато́лійович Базиле́вич (нар. 7 серпня 1990, Сімферополь) — український футболіст, воротар. По завершенні кар'єри — тренер.

## Клубна кар'єра
Вихованець футбольної школи сімферопольської «Таврії» та дитячої футбольної академії донецького «Шахтаря». У дитячо-юнацькій футбольній лізі провів за 3 гри за «Таврію» та 83 за «Шахтар».
19 жовтня 2007 дебютував у складі дублю «Шахтаря» у першості дублерів (матч проти дублерів «Кривбасу»). Усього за дубль зіграв у 13 матчах, незмінно виходячи на заміну (станом на 8 серпня 2009). В сезоні 2007—2008 також виступав за команду «Шахтар-3» (Донецьк) у другій лізі чемпіонату України, провів 15 матчів.
З 2012 по 2013 рік виступав за «Кримтеплицю» (Молодіжне) в Першій лізі України і провів 28 матчів. Влітку 2013 року перейшов в тернопільську Ниву. На початку 2014 року покинув розташування клубу.
Після анексії Криму Росією прийняв російське громадянство. У березні 2015 року став гравцем сімферопольського ТСК, а згодом грав за «Кримтеплицю».

## Виступи за збірні
Запрошувався у збірні України різних вікових категорій, дебют у футболці збірної — 23 серпня 2005 року у матчі збірної України U-17 проти однолітків з Литви (перемога 1:0).
У складі збірної України U19 — чемпіон Європи 2009 року. В рамках фінальної частини чемпіонату, що проходила в Донецьку і Маріуполі, був запасним воротарем української команди, на поле жодного разу не вийшов.

## Тренерська кар'єра
2020 року завершив кар'єру і став тренером воротарів у російському «Туапсе». Згодом повернувся до тимчасово окупованого Криму і працював у штабі «Кримтеплиці».

## Досягнення
- Чемпіон Європи серед юнаків (U-19) 2009 року